# Programmations de Rock Werchter avant 1990
Pour un article plus général, voir Rock Werchter.
Cet article présente les programmations avant 1990 du festival belge de musique Rock Werchter.

## Années 1970

### 1975
L'édition a eu lieu le 13 juillet 1975.
Programmation :
- Vulgus, Stormy Monday, Hold-Up, Sock and Soul (Big Bill Krakkebaas), Banzai, Kandahar

### 1976
L'édition a eu lieu le 11 juillet 1976.
Programmation :
- Bintangs (en), The Working Class Band, Fifth Ball Gang, Alquin, Kayak, Pluto

### 1977
L'édition a eu lieu le 10 juillet 1977.
Programmation :
- Bintangs (en), Kaz Lux & Bien Servi, Philip Catherine & Groep, Jan Akkerman (en), Kayak, Dr Feelgood, St. James, John Cale, Ian Hunter Overnight Angels

### 1978
L'édition a eu lieu le 9 juillet 1978.
Programmation :
- Gruppo Sportivo, Raymond van het Groenewoud, The Runaways, Talking Heads, Dr Feelgood, Nick Lowe, Dave Edmunds & Rockpile, Frisbee

### 1979
Programmation :
- Bintangs (en), Kevin Coyne, Raymond van het Groenewoud & De Centimeters (nl), Tom Robinson Band (en), Talking Heads, Dire Straits, Rory Gallagher

## Années 1980

### 1980
L'édition a eu lieu le 6 juillet 1980.
Programmation :
- Jo Lemaire & Flouze, Kevin Ayers, The Blues Band (en), Steel Pulse, Mink DeVille, Fischer-Z, The Specials, The Kinks

### 1981
De Kreuners, The Undertones, Toots & The Maytals, Elvis Costello and The Attractions (en), The Cure, Robert Palmer, Dire Straits, TC Matic

### 1982
Allez Allez, The Members (en), U2, Steve Miller Band, Mink DeVille, Tom Tom Club, Talking Heads, Jackson Browne

### 1983
U2, The Scabs, Warren Zevon, John Cale, Eurythmics, Peter Gabriel, Simple Minds, Van Morrison

### 1984
The Alarm, Chris Rea, Nona Hendryx, David Johansen, John Hiatt, Joe Jackson, Simple Minds, Lou Reed

### 1985
The Ramones, R.E.M., Lloyd Cole & the Commotions, The Style Council, Depeche Mode, Paul Young & The Royal Family, U2, Joe Cocker

### 1986
Beat Farmers, The Waterboys, The Robert Cray Band, Simply Red, Lloyd Cole & the Commotions, Talk Talk, UB40, Elvis Costello & The Attractions (en), Simple Minds

### 1987
Julian Cope, The Triffids, The Housemartins, Iggy Pop, Echo and the Bunnymen, The Pretenders, Eurythmics, Peter Gabriel

### 1988
10,000 Maniacs, Ziggy Marley & the Melody Makers, Carmel, Los Lobos, John Hiatt, INXS, Bryan Adams, Sting

### 1989
Texas, Pixies, Tanita Tikaram, Nick Cave and the Bad Seeds, The Robert Cray Band, Elvis Costello, R.E.M., Joe Jackson, Lou Reed